# Marcenat (Cantal)
Marcenat is een gemeente in het Franse departement Cantal (regio Auvergne-Rhône-Alpes) en telt 532 inwoners (2008). De plaats maakt deel uit van het arrondissement Saint-Flour.

## Geografie
De oppervlakte van Marcenat bedraagt 51,4 km², de bevolkingsdichtheid is 12,2 inwoners per km².
De onderstaande kaart toont de ligging van Marcenat (Cantal) met de belangrijkste infrastructuur en aangrenzende gemeenten.

## Demografie
Onderstaande figuur toont het verloop van het inwonertal (bron: INSEE-tellingen).

Vanwege een beveiligingsprobleem met de MediaWiki Graph-software is het momenteel niet mogelijk deze grafiek weer te geven. Zodra de software is bijgewerkt zal de grafiek vanzelf weer zichtbaar worden.